# Gin Wigmore
Gin Wigmore, nome completo Virginia Claire Wigmore (Auckland, 6 giugno 1986), è una cantautrice neozelandese.
La sua prima apparizione è stata nel singolo degli Smashproof "Brother" nel 2009, Wigmore ha continuato a pubblicare quattro album Holy Smoke (2009), Gravel & Wine (2011), Blood to Bone (2015) e Ivory (2018), con i primi tre è andata nei top degli album neozelandesi. È anche molto conosciuta per la sua voce acuta e roca.

## Biografia
Virginia Wigmore, più comunemente conosciuta come Gin Wigmore, nacque ad Auckland, in Nuova Zelanda, da Peter e Adrienne Wigmore. Wigmore ha due fratelli più grandi: il fratello Olly e la sorella Lucy Wigmore, un'attrice professionista nota per aver interpretato Justine Jones nella soap opera neozelandese Shortland Street.

### Vita privata

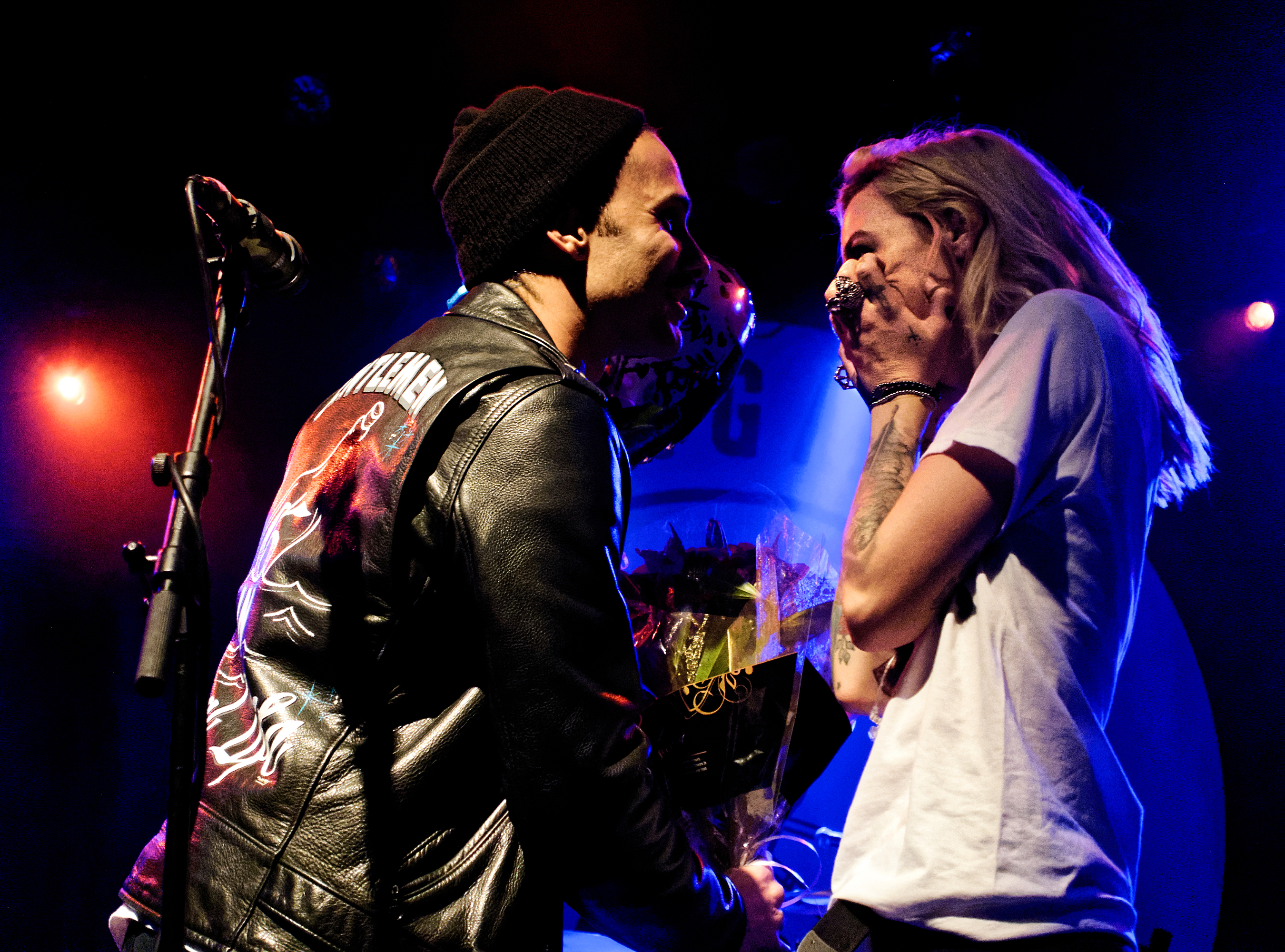
Gin Wigmore e suo marito Jason Aalon Butler nel 2018

Ha sposato Jason Aalon Butler, ex cantante della band Letlive. ora cantante principale della band Fever 333, durante una cerimonia privata alle Hawaii nel settembre 2014. Il primo figlio della coppia, Ivory Nashoba Butler, è nato il 7 settembre 2017.
È vegetariana e, nel 2015, è stata selezionata per il premio "I vegetariani più alla moda della Nuova Zelanda".

## Carriera

### Concorso internazionale di Songwriting
Ispirato dall'album White Ladder di David Gray, Wigmore scrisse la sua prima canzone, "Angelfire", all'età di 14 anni. Due anni dopo suo padre morì di cancro e Wigmore smise di scrivere e suonare musica. Andò in Argentina per un programma di scambio per insegnare in un asilo. Al suo ritorno in Nuova Zelanda, scrisse "Hallelujah", un tributo a suo padre. Sua sorella è entrata nella canzone dell'International Songwriting Competition con sede negli Stati Uniti nel 2004, e Wigmore ha battuto 11.000 aspiranti di songwriting da 77 paesi per diventare la più giovane e unica vincitrice del Gran Premio.

### Extended Play
Extended Play è stato il primo EP di Wigmore. È stato prodotto da Tony Buchen e contiene i brani "Hallelujah", "These Roses", "SOS", "Under My Skin" e "Easy Come Easy Go". Il musicista australiano John Butler ha suonato l'ukulele nella canzone "SOS". Rilasciato nel 2008, l'EP ha raggiunto il punto più alto nelle classifiche neozelandesi. È stato certificato disco di Platino in Nuova Zelanda il 2 maggio 2010, vendendo oltre 15 000 copie.
Extended Play è stato rilasciato in Australia il 2 agosto 2008 da Island Records. Wigmore è stata la prima artista a firmare con Island Records, una società partner di Universal Music Group, Australia. Ha fatto un tour con l'artista australiano Pete Murray nel suo tour nazionale ad agosto 2008. Wigmore ha fatto un tour nel 2008, incluso al Cross Town Revue di Auckland, e nel dicembre 2008, ha suonato con i musicisti John Mellencamp e Sheryl Crow in Nuova Zelanda. Il suo singolo di successo "Under My Skin" è stato protagonista di una campagna pubblicitaria di Air New Zealand.

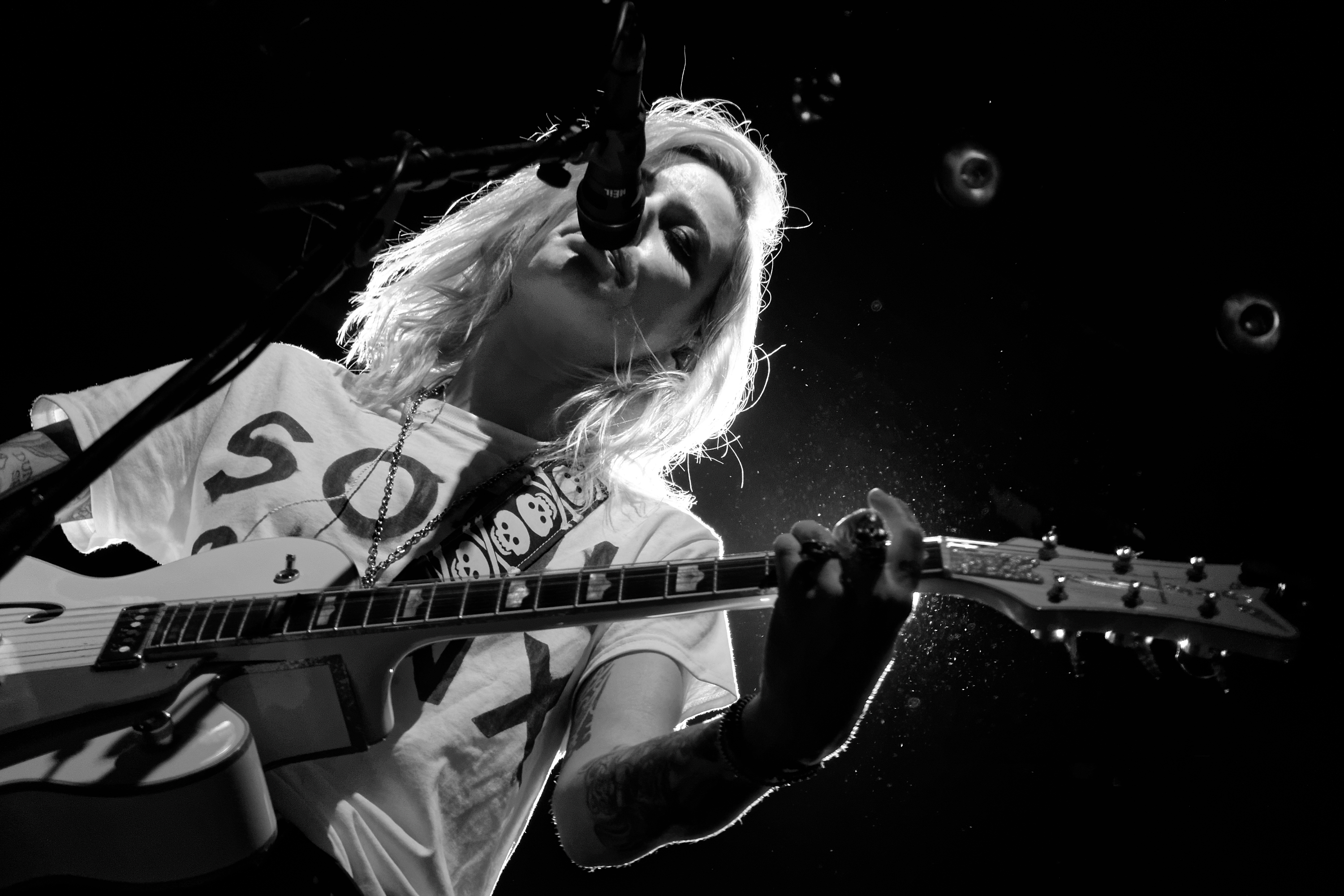
Gin Wigmore si esibisce al El Rey Theatre nel 2018

Wigmore ha partecipato alla canzone e al video del 2009 di " Brother " del nuovo gruppo Smashproof, sempre di Auckland.

### Holy Smoke
Nel 2009, Wigmore ha pubblicato il suo album di debutto, Holy Smoke. Il primo singolo estratto dall'album, " Oh My ", ha debuttato sulla New Zealand Singles Chart al numero ventuno il 24 agosto 2009, passando al numero sette della settimana seguente. Raggiunse il picco al numero quattro.
Tre altri singoli sono stati pubblicati nel corso del 2010, "I Do" è stato contrassegnato al n.14 sulla Official New Zealand Singles Chart, mentre il terzo singolo "Hey Ho" ha perso la top 20 nella classifica appena fuori al n.21. Il quarto singolo tratto da Holy Smoke è stato "Too Late For Lovers", e nonostante abbia centrato la n.3 sulla classifica NZ40 Airplay, il singolo non è riuscito a decifrare la Top 40 nazionale.
Il singolo "Oh My" è la colonna sonora della serie The Almighty Johnsons. Il singolo di Wigmore "Hey Ho" è apparso durante le scene di chiusura di Weeds. Nel settembre 2011, il rivenditore Home Improvement Lowe's ha iniziato una nuova campagna di brand con il singolo "Do not Stop" di Wigmore.

### Gravel & Wine
Wigmore viaggiò per due mesi in Mississippi e Alabama per ottenere ispirazione dal Sud degli Stati Uniti per il suo secondo album, poi registrato in California con il produttore Butch Walker. Nel settembre 2011, Wigmore ha rivelato il titolo e l'uscita del suo nuovo album Gravel & Wine sulla sua pagina Facebook. "Black Sheep" è stato rilasciato il 26 settembre 2011, debuttando al numero 13 nella classifica ufficiale della musica neozelandese. L'album è stato rilasciato il 7 novembre 2011. Ha debuttato in cima alle classifiche neozelandesi e al 29° nella classifica australiana degli album.
"Black Sheep" è apparsa nell'episodio 12, stagione 8 della serie televisiva Grey's Anatomy, nell'episodio 2, nella stagione 2 di Teen Wolf, e nell'episodio 5, stagione 5 di The Good Wife. La cantante è apparsa su Gift of Revenge, un segmento della serie televisiva Revenge della stagione 2 della ABC.
"Kill of the Night" è stata anche presentata durante la seconda stagione di Teen Wolf, insieme alla serie Pretty Little Liars e 666 Park Avenue.

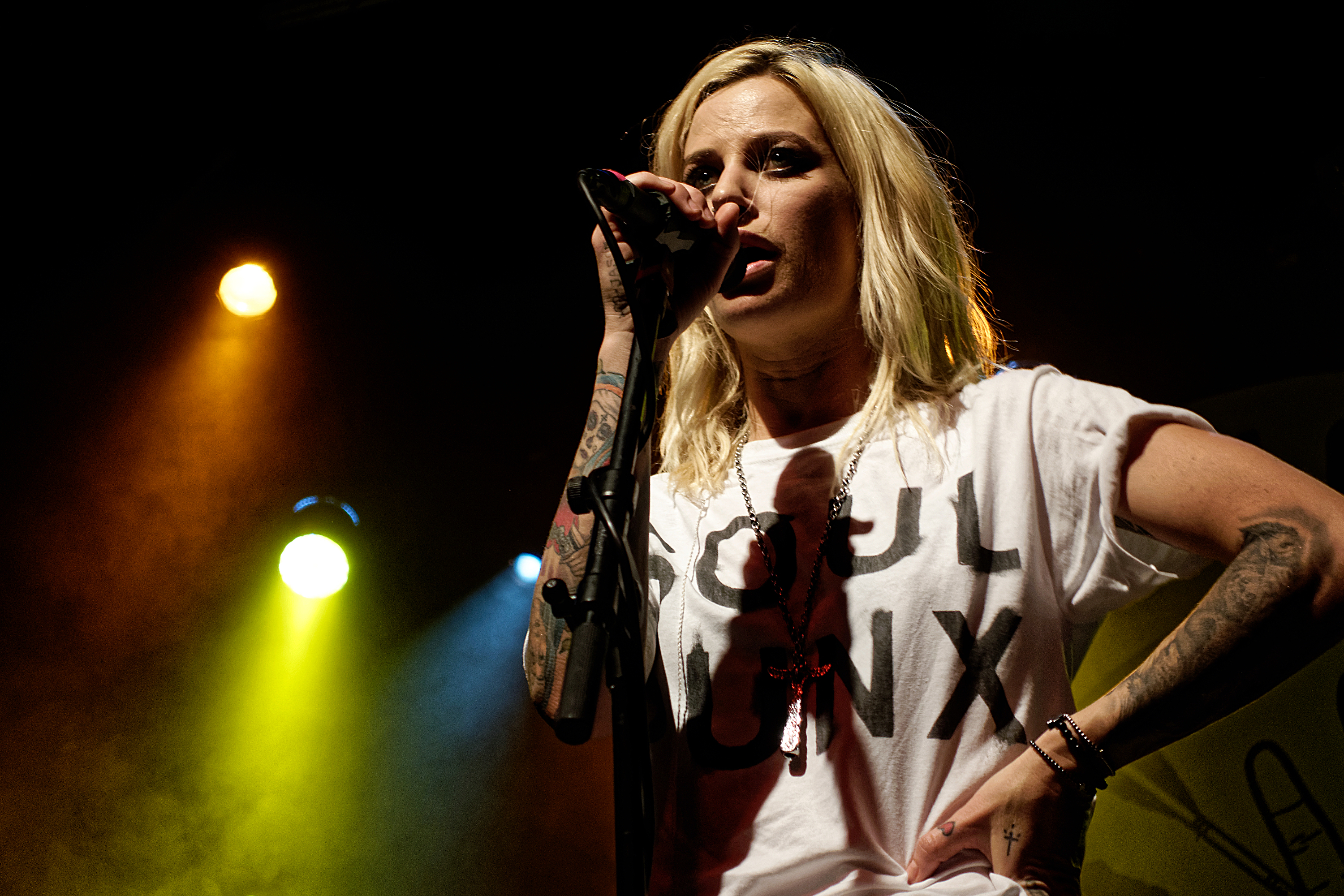
Gin Wigmore si esibisce al El Rey Theatre a Los Angeles

La traccia è stata anche la colonna sonora della mini serie di E4 e Netflix del 2016 chiamata Crazyhead.
Le pubblicità con la canzone includono Alfa Romeo in Australia, Nationwide Insurance negli Stati Uniti e un corto mondiale di Johnnie Walker.
Wigmore è apparsa in uno spot di Skyfall da parte di Heineken mentre eseguiva la canzone "Man Like That", che comprendeva anche il ritrattista di James Bond Daniel Craig e Bond girl Bérénice Marlohe.
Gravel & Wine è stato rilasciato negli Stati Uniti il 2 aprile 2013 inoltre è apparsa nel 2013 al Vans Warped Tour.

### Blood to Bone
Il 14 agosto 2014, Wigmore ha confermato di aver iniziato la produzione in studio sul suo terzo LP. Per tutta la seconda settimana di agosto, Wigmore ha lavorato a West Hollywood. Ma il 25 agosto 2014, Wigmore ha pubblicato una foto dell'inizio del suo lavoro di studio di tredici giorni al Blakeslee Recording Studios di North Hollywood, in California. Il 29 gennaio 2015, Wigmore ha pubblicato la copertina dell'album e il titolo del suo terzo LP, Blood to Bone, che era in programma per l'Island Records il 26 giugno 2015. Era il terzo top-chart di Wigmore in Nuova Zelanda, e ha debuttato anche al numero 13 di ARIA Charts, la sua più grande esibizione australiana. Negli Stati Uniti, Blood to Bone è uscito ad agosto, ed è entrato nella classifica degli album di Billboard il mese seguente. La sua canzone "New Rush" è stata inclusa nella colonna sonora di FIFA 16. Il 6 giugno 2015 ha pubblicato un nuovo singolo promozionale dal titolo "Willing To Die" con il rapper americano Logic e il rapper australiano Suffa degli The Hilltop Hoods. La canzone assaggia la registrazione di Alan Lomax "Rosie", che David Guetta ha anche provato sul suo brano " Hey Mama ", pubblicato nel marzo 2015.

### Ivory
Il 2 settembre 2016, Wigmore ha annunciato su Facebook di aver iniziato a lavorare al suo quarto album in studio. Più tardi, il 3 novembre, Wigmore lasciò "Dirty Mercy", il singolo principale del suo prossimo quarto album. Wigmore disse che iniziò a lavorare a maggio, e presto ottenne dieci nuove canzoni, mentre descriveva l'album come "un miscuglio di stili molto eclettici, dato che mi sembra difficile trovare un particolare genere musicale con i miei album". Sempre a novembre, Wigmore ha iniziato un altro tour in Nord America, iniziando dal festival Corona Capital a Città del Messico, e proseguendo fino a dicembre nelle città degli Stati Uniti.
Nel 2017 è stata presentatrice di TEDxScottBase, filmata nel centro di ricerca antartico della Nuova Zelanda. Wigmore ha rivelato un'altra nuova canzone, "Thoughts of You".
Il 26 giugno, Wigmore pubblicò il secondo singolo dell'album "Hallow Fate". La canzone è stata ispirata dall'individualità di un artista nell'industria musicale. Più tardi in estate pubblicò il singolo promozionale "Beatnik Trip"
Il 16 novembre, Wigmore pubblicò il singolo promozionale "Cabrona", insieme all'annuncio che il suo quarto album era intitolato Ivory. Rilasciato nell'aprile 2018, l'album prende il nome dal figlio di Wigmore, anche se tutte le canzoni sono state scritte prima della sua nascita.

## Discografia

### Album in studio
- 2009 – Holy Smoke
- 2011 – Gravel & Wine
- 2015 – Blood to Bone
- 2018 – Ivory

### Extended Play
- 2008 – Extended Play
- 2010 – iTunes Session
- 2012 – Man Like That

## Tour
- Tour con Jimmy Barnes (2009)
- Holy Smoke Tour (2010)
- The Grave Train National Tour (2010)
- Gin Wigmore (2011)
- The Winery Tour (2012)
- Vans Warped Tour - Stati Uniti (2013)
- Homegrown Festival NZ (2014)
- New Rush NZ Tour (2015)
- Blood to Bone Tour (2015)
- Willing to Die US Tour (2016)
- Let it Ride US Tour (2016)